# Виле д'Анауния
Вѝле д'Ана̀уния (на италиански: Ville d'Anaunia) е община в Северна Италия, автономна провинция Тренто, автономен регион Трентино-Южен Тирол. Административен център на общината е село Туено (Tuenno), което е разположено на 629 m надморска височина. Населението на общината е 4837 души (към 2018 г.).
Общината е създадена в 1 януари 2016 г. Тя се състои от три предшествуващи общини Нано, Тасуло и Туено, които сега са най-важните центрове на общината.